# Giovanni Cesareo
Giovanni Cesareo (Palermo, 27 maggio 1926 – Premeno, 16 marzo 2015) è stato un giornalista, scrittore e critico televisivo italiano.

## Biografia
Era membro della commissione di riferimento della Facoltà di Design del Politecnico di Milano. Già docente di sociologia della comunicazione al Politecnico di Milano. Era presidente onorario dell'Archivio Audiovisivo del Movimento Operaio e Democratico. Era membro della IAMCR (International Association for Mass Communication Research) e professional member della World Future Society.
Ha fatto parte del comitato di redazione di Javnost-The public, periodico di saggi e ricerche dell'European Institute for Communication and Culture.
È stato membro del comitato scientifico del MystFest di Cattolica ideato e diretto da Felice Laudadio e successivamente del comitato culturale del Noir in Festival di Courmayeur.
Era nel comitato scientifico dell'Associazione internazionale della comunicazione ambientale (AICA).
È stato consulente dell'Autorità per le Garanzie nelle Comunicazioni. Per la Direzione Educational della Rai-TV, ha progettato e poi curato, tra l'altro, il programma Mediamente e ha collaborato all'archivio multimediale Mosaico.
Ha curato ricerche per il Centro di San Salvador della Telecom e nel gruppo di Media in Transition, che comprende docenti, ricercatori e operatori dell'Ovest e dell'Est europeo. Ha fatto parte, come membro permanente, della giuria del Premio Moebius di Lugano per i CD-Rom e i siti web.
Ha fatto parte del comitato direttivo del Teleconfronto di Chianciano con la responsabilità delle attività permanenti.
Ha fatto parte del comitato direttivo di Antennacinema di Conegliano con la responsabilità dei convegni e dei seminari, delle iniziative di ricerca e di divulgazione. È stato membro del comitato scientifico per il Museo del Lavoro di Sesto San Giovanni con l'incarico di progettare il sito web del museo e ha collaborato al progetto della Mediateca di Sassari. Ha progettato e realizzato a Bologna la prima edizione del Multimedia Labor Festival (2006).
Nei primi anni del dopoguerra lavorò nel teatro come critico e come autore (un suo testo drammatico dal titolo "Dolore" fu rappresentato a Roma nel 1945, primo lavoro teatrale di autore italiano del dopoguerra). Fu tra i fondatori del CUT (Centro Universitario Teatrale) di Roma. Fu quindi a l'Unità di Roma e di Milano come capocronista e come inviato.
Negli anni seguenti lavorò a Noi Donne e a Vie nuove come inviato e collaborò con Nuova generazione. In questo periodo si impegnò particolarmente in studi sulla famiglia e sulla condizione femminile.
Dall'inizio degli anni '60 si dedicò all'analisi della televisione e fu, per quindici anni, critico televisivo a l'Unità, a Settegiorni, a Sipario. Sul finire del decennio cominciò a condurre anche ricerche sistematiche sulle comunicazioni di massa, lavorando con gruppi di base, organizzazioni sindacali, circoli culturali.
Negli anni '70 e '80 continuò ad approfondire le sue ricerche e i suoi studi teorici ampliando i suoi interessi nel campo della tecnologie dell'informazione. Ha pubblicato volumi e saggi anche all'estero.
È stato, tra il 1978 e il 1982, direttore della nuova serie di Ikon, periodico dell'Istituto Gemelli di Milano, specializzato nella documentazione e nelle ricerche sui processi e sugli apparati delle comunicazioni di massa. È stato per tre anni membro della commissione didattica dell'Istituto di Formazione al giornalismo di Milano.
Nel 1974 fondò con Giulio Maccacaro la nuova serie del mensile scientifico Sapere, che curò fino al 1982. Nel 1983 ha fondato e diretto il mensile SE\Scienza Esperienza che ha cessato le pubblicazioni all'inizio del 1988.
Muore la notte del 16 marzo 2015 nella sua abitazione di Pollino, frazione di Premeno, comune della provincia di Verbano Cusio Ossola, che si affaccia sul Lago Maggiore.

## Opere
- La condizione femminile. 1963, Sugar, Milano (riedito con una seconda parte nel 1979 dagli Editori Riuniti, Roma, con il titolo "La contraddizione femminile")
- Anatomia del potere televisivo. 1970, Franco Angeli, Milano.
- La televisione sprecata. 1974, Feltrinelli, Milano.
- Fa notizia. Editori Riuniti, 1981, Roma. Edito in Spagna con il titolo Es noticia, 1986, Editorial Mitre, Barcelona.
- Il mercato dei sogni. (in collaborazione con P Rodi), 1996, Bruno Mondadori, Milano.

### Altre pubblicazioni
- Introduzione" a Schramm, Lyle, Parker La televisione nella vita dei nostri figli (Franco Angeli, Milano, 1971);
- L'organizzazione delle unità di base e il lavoro con i videoregistratori (Arci, Bologna, 1973);
- Comunicazioni visive per musei e beni culturali (Regione Lombardia, Musei Civici, Milano, 1976);
- Informazione e modo di produzione in aut aut, gennaio-febbraio 1978;
- Comunication alternativa y modo de produccion en relation con el aparato televisivo, in AA.VV. Alternativas populares a las comunicaciones de masa (Centro de Investigationes Sociologicas, Madrid, 1979);
- Radio e televisione come mass media in Enciclopedia Europea, vol. IX (Garzanti, Milano, 1979);
- L'avvento della televisione e il cinema negli anni cinquanta in Il cinema italiano negli anni cinquanta (Marsilio, Venezia, 1979);
- Il rapporto media-pubblico in Gli anni ottanta del cinema, Atti del convegno internazionale della Biennale, Venezia, 1979;
- Comunicazione come dominio? in AA.VV. Comunicazione come dominio (Franco Angeli, Milano, 1979);
- Tra produzione di merci e produzione di senso in AA.VV. Economia politica dei mass media (Franco Angeli, Milano, 1979);
- Il territorio immaginario in AA.VV. Il territorio immaginario (Franco Angeli, Milano, 1980);
- Il rapporto tra la Rai e le emittenti locali in F. Iseppi, G. Richeri (a cura di) Il decentramento radiotelevisivo in Europa (Franco Angeli, Milano, 1980)
- La 'forma di apparato' nelle comunicazioni di massa in M. Livolsi (a cura di) Le comunicazioni di massa (Franco Angeli, Milano, 1981). Pubblicato in prima istanza in Media, culture & society, 1-2, 1979 e incluso poi nel volume La television: entra servicio publico y negocio, curato da. G. Richeri (Editorial Gustavo Gili, Barcelona, 1983);
- Il 'politico' nell'alba del quaternario in AA.VV Comunicazioni di massa e sistema politico (Franco Angeli, Milano, 1982);

Modello di archivio audiovisivo (Archivio storico del Movimento Operaio, Roma, 1982);
- Cultura e struttura nei processi produttivi di informazione in AA.VV. I giornalisti e le organizzazioni di informazione (Salerno editrice, Roma, 1982)
- Towards an Electronic Democracy? in J. Wasko & V. Mosco Changing Patterns of Communications Control (Ablex Publishing Corp., Norwood, New Jersey, 1984).
- Enti locali e Informazione in Emilia-Romagna (Edizioni delle Autonomie, Roma, 1984)
- Crisi della cultura del consenso e nuove strategie informative in V. Tagliasco e M.T. Torti (a cura di) Tecnologie e Enti locali (Siag, Genova, 1984)
- Dall'ipotesi pedagogica all'autonomia delle fonti in E. Menduni (a cura di) La risorsa informazione, proposte per la Radio e la TV, (Editori Riuniti, Roma, 1985);
- Innovazione tecnologica e cambiamento in AA.VV. Un sistema da governare, mass media democrazia sviluppo (Critica marxista, nov.-dic. 1985)
- Privacy e segreto: il controllo sociale nel sistema dell'informazione in P. M. Manacorda (a cura di) La memoria del futuro (Nuova Italia Scientifica, Roma, 1986).
- Rileggere McLuhan: accettare o guidare il cambiamento?, introduzione a M. McLuhan, Gli strumenti del comunicare, (Garzanti, Milano, 1986)
- El “Segreto productivo” in Telos, Junio-agosto 1986
- Miraggi del feticismo tecnologico in A. Zollo (a cura di) Il villaggio di vetro (Editori Riuniti, Roma, 1987)
- Segnali, tendenze e prospettive. I processi di mutamento nell'informazione televisiva in Problemi dell'informazione, ottobre-dicembre 1988
- Droga e immaginario in G. Butti, M.G. Cogliati Dezza (a cura di) L'esperienza simulata (Edizioni E, Trieste, 1989).
- Privacy and Secrecy: Social Control and the Prospects for Democracy in the Information System, in J. Wasko & V. Mosco (ed.) Democratic Communication in the Information Age (Garamond Press, Toronto; Ablex Publishing Corp., Norwood, New Jersey, 1992)
- Televisione in G. Moneti, Lessico Zavattiniano, (Marsilio, 1992).
- Privatization: Some Questions and Paradoxes in S. Splichal & I. Kovats (ed.) Media in Transition: an East-West Dialogue (Hungarian Academy of Sciences, Budapest-University of Lubljiana, 1993)
- Giornali e giornalisti in Paul Ginsborg (a cura di) Stato dell'Italia (Il Saggiatore, Bruno Mondadori, Milano, 1994)
- Lo strabismo telematico, (Centro di ricerca di San Salvador, 1995).
- La produzione di storia attraverso i mass media, in Problemi dell'informazione, settembre 1995.
- La televisione in C. Stajano (a cura di) La cultura italiana del Novecento (Laterza, Bari, 1996).
- Tra previsioni e profezie: trent'anni di pronostici sul futuro della comunicazione in F. Di Spirito, P.Ortoleva, C. Ottaviano (a cura di) Lo strabismo telematico, (UTET, Torino, 1996)
- Reinventare l'Università: ricercare navigando, in Problemi dell'informazione, settembre 1998.
- Prefazione a I. de Sola Pool Tecnologie senza frontiere (UTET, Torino, 1998)
- La variabile TV in A proposito del documentario, annali n. 1 dell'Archivio Audiovisivo del Movimento Operaio e Democratico, 1998.
- La costruzione della memoria: ‘un testo in progress’ in Vent'anni, annali n. 2 dell'Archivio Audiovisivo del Movimento Operaio e Democratico, 1999.
- Ecco Milano! Sviluppi e Contraddizioni del sistema radiotelevisivo in Lombardia (con B. Sciffo) in D. Bigazzi e M. Meriggi (a cura di) Storia d'Italia, le regioni dall'unità a oggi: La Lombardia, (Einaudi 2001)
- ICT and social change: fate or choice, and who makes the choice? in Javnost-the public, vol. 11, 3, 2004.
- Informazione, comunicazione e conoscenza: il “lavoro di consume in L'ospite ingrato, semestrale del Centro Studi Franco Fortini, Anno ottavo, I, 2005